# Oxyopes gracilipes
Oxyopes gracilipes es una especie de araña del género Oxyopes, familia Oxyopidae. Fue descrita científicamente por White en 1849.
Habita en Australia (Nueva Gales del Sur, Queensland) y Nueva Zelanda.